# يا مال الشام
يا مال الشام هو مطلع أغنية شهيرة من القدود الحلبية. اشتهر صباح فخري في العصر الحديث بغناء القدود الحلبية, والألحان سهيل عرفة